# قلعه قوجیله
بقایای قلعه قوجیله در شهرستان بانه، بخش ننور، دهستان بوئین، روستای بیاندره واقع شده و این اثر در تاریخ ۱۵ دی ۱۳۸۷ با شمارهٔ ثبت ۲۴۲۴۰ به‌عنوان یکی از آثار ملی ایران به ثبت رسیده است.